# Jardin botanique de Marnay-sur-Seine
Le Jardin Botanique de Marnay-sur-Seine a été fondé en décembre 1995 à l'initiative de l'artiste plasticien et botaniste Didier Rousseau-Navarre. Soutenue financièrement par la fondation Ténot, le Conseil Général de l’Aube, Le Conseil Régional de Champagne-Ardenne, l'Association Jardin Botanique de Marnay-sur-Seine a créé et inauguré en juin 1999 le premier jardin botanique de Champagne-Ardenne.
Il est soutenu aujourd’hui par le Conseil départemental de l'Aube.
Alors qu’il mesurait 5 000 m2 en 1999, il s’est agrandi depuis 2001 à 2 hectares sur des terrains appartenant à la commune.
Ce jardin a obtenu et conservé depuis 2002 l’agrément Jardin Botanique de France et des Pays Francophones. Il détient également depuis 2009 le label Jardin remarquable. Ce lieu est principalement destiné à l'éducation à l'environnement, à l'initiation aux sciences naturelles ainsi qu'à la sensibilisation aux enjeux environnementaux. En tant que Jardin Botanique de France agréé, il contribue à des missions de recherches scientifiques et conservatoires.

Depuis l'automne 2013 l'association a ouvert une résidence, la Maison Verte qui accueille des artistes dans le cadre du programme artistique et mésologique « Pays'art » rédigé par Didier Rousseau-Navarre. Ouvert aux artistes de toutes nationalités, c'est un espace où l'artiste est invité à développer un processus de création impliquant l'environnement, le patrimoine culturel local et la nature. La Maison Verte accueille des artistes en résidence (création et exposition).

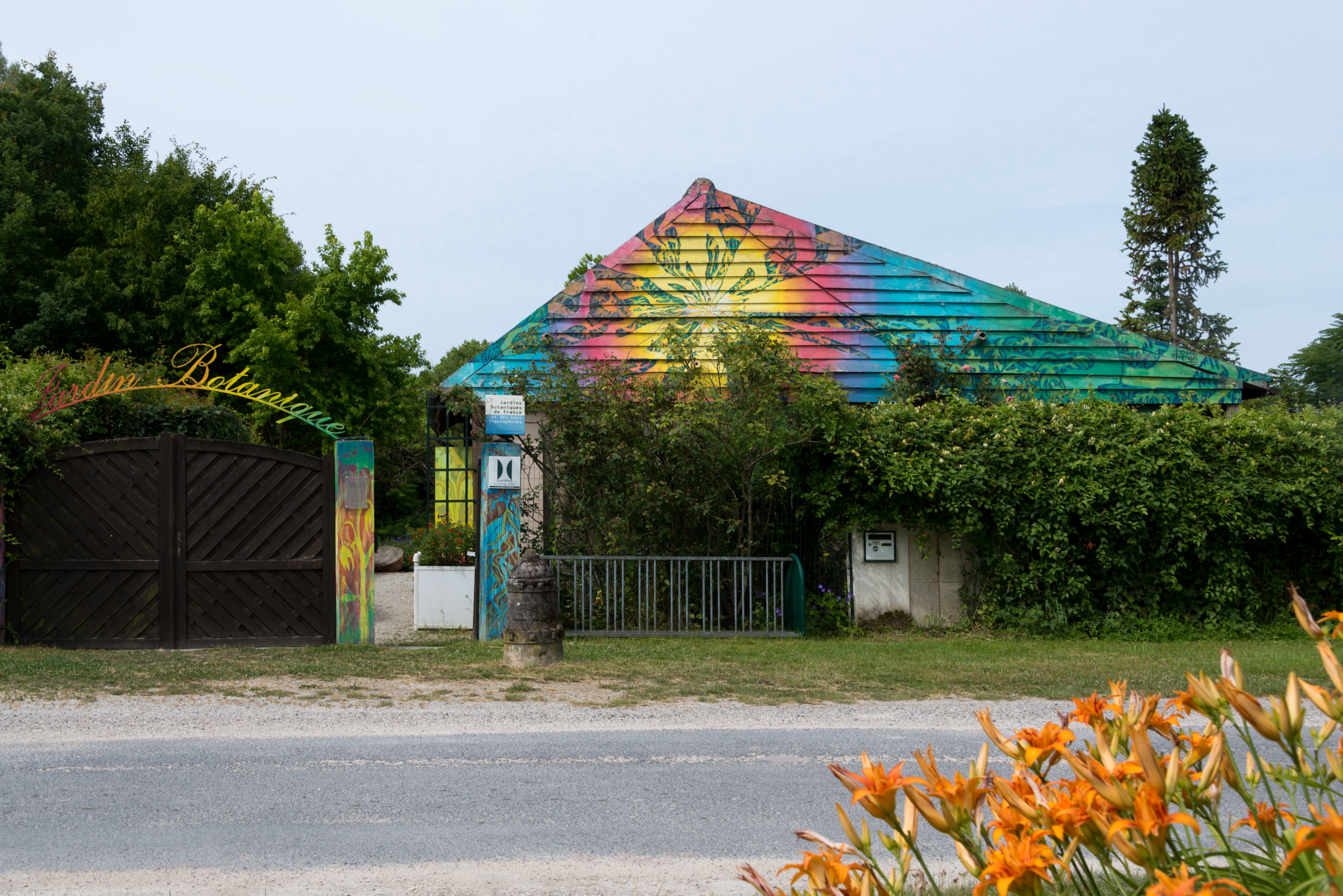
Entrée du jardin botanique de Marnay-sur-Seine
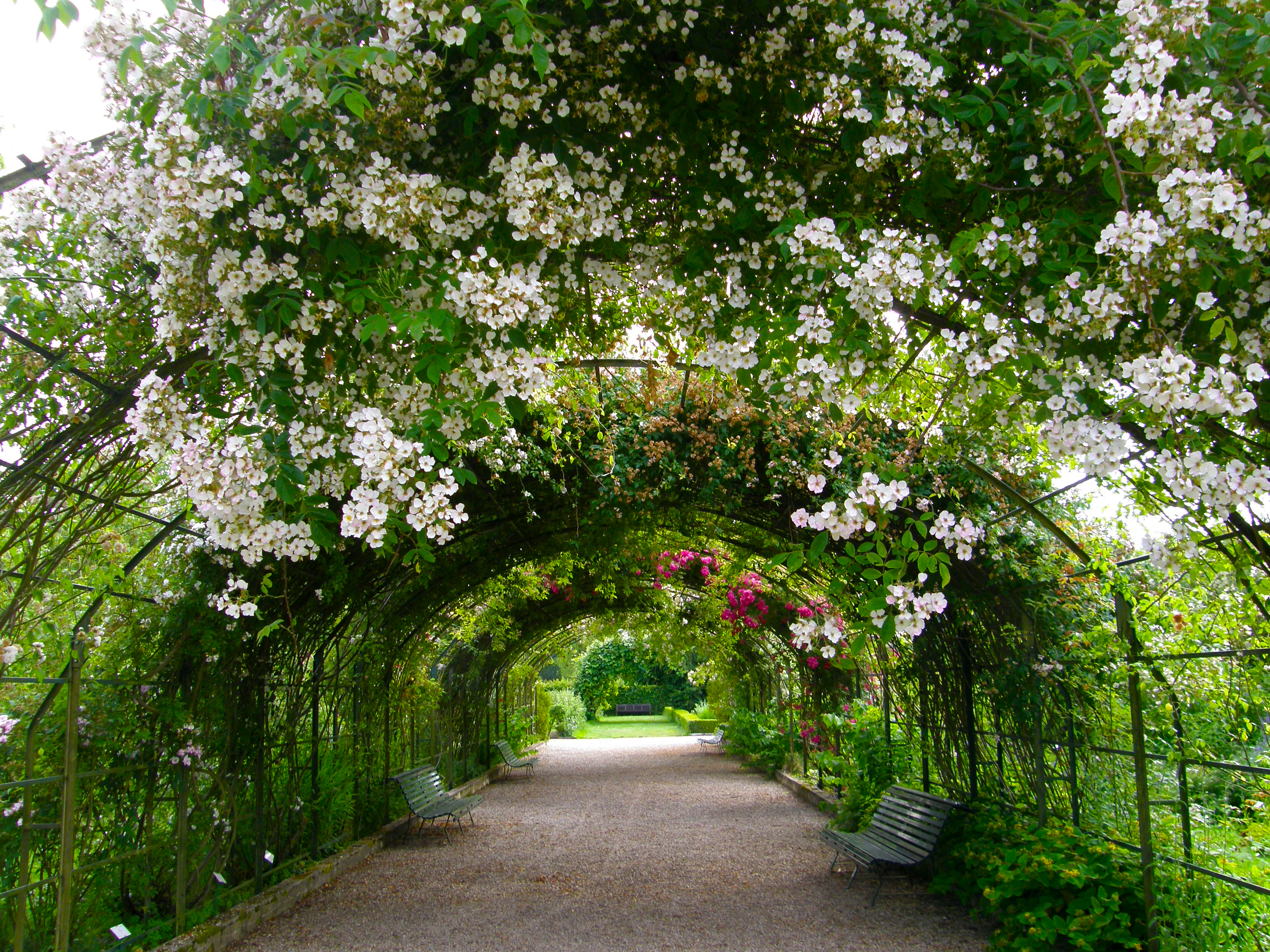
La grande roseraie
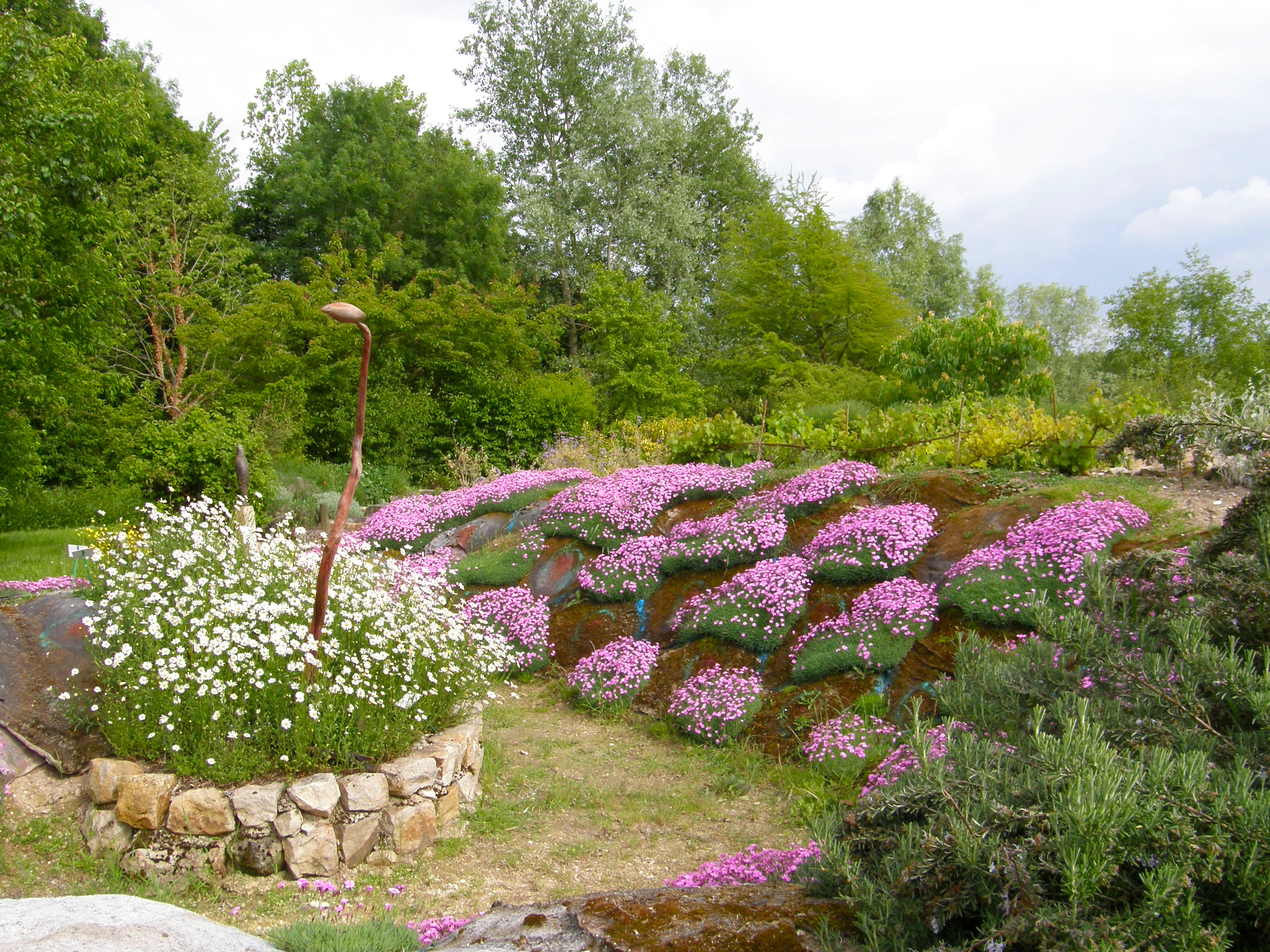
Le clos Frank et Régine Ténot
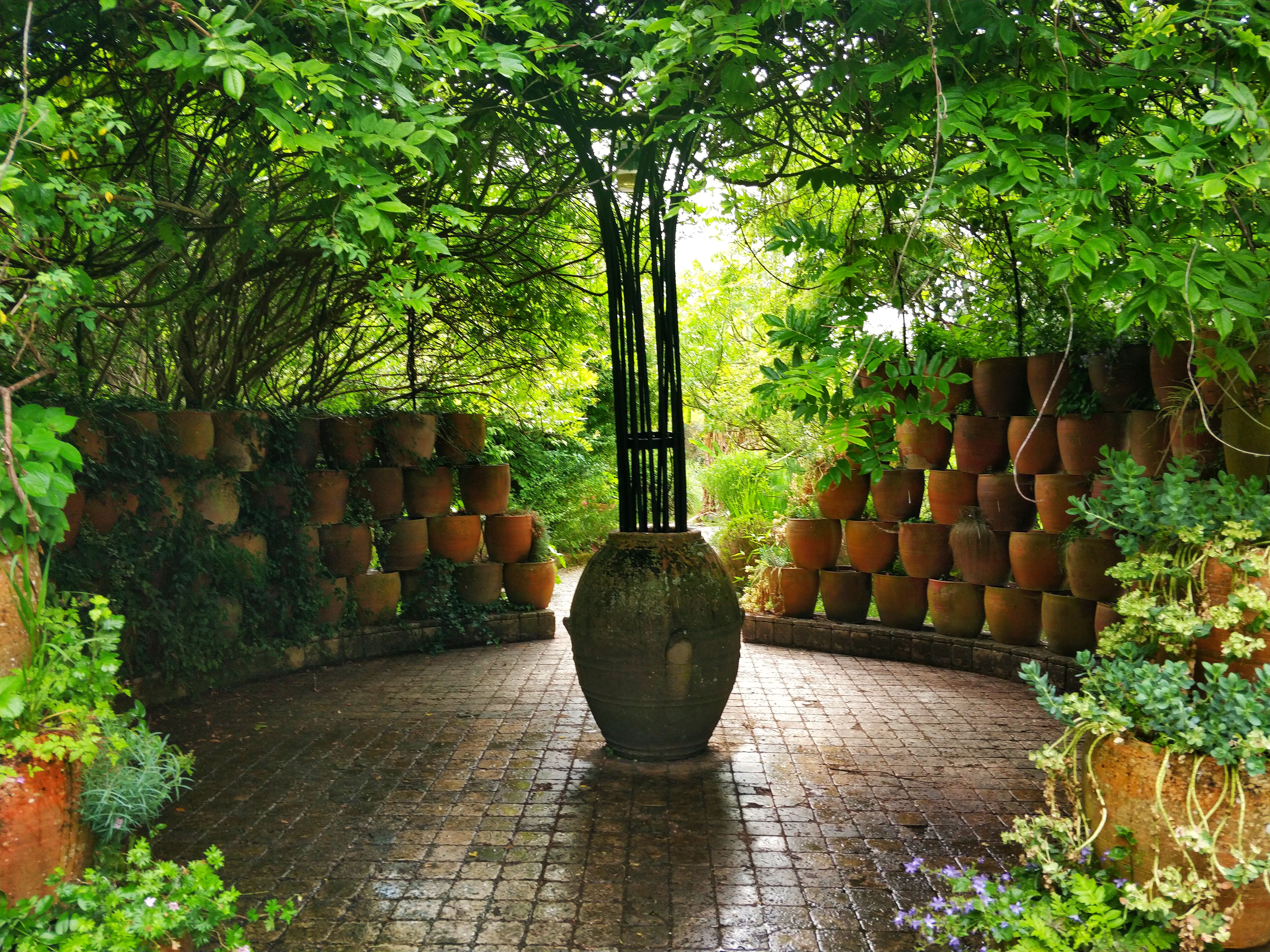
Un théâtre de pots superposés  en terre cuite, couvert par une glycine.
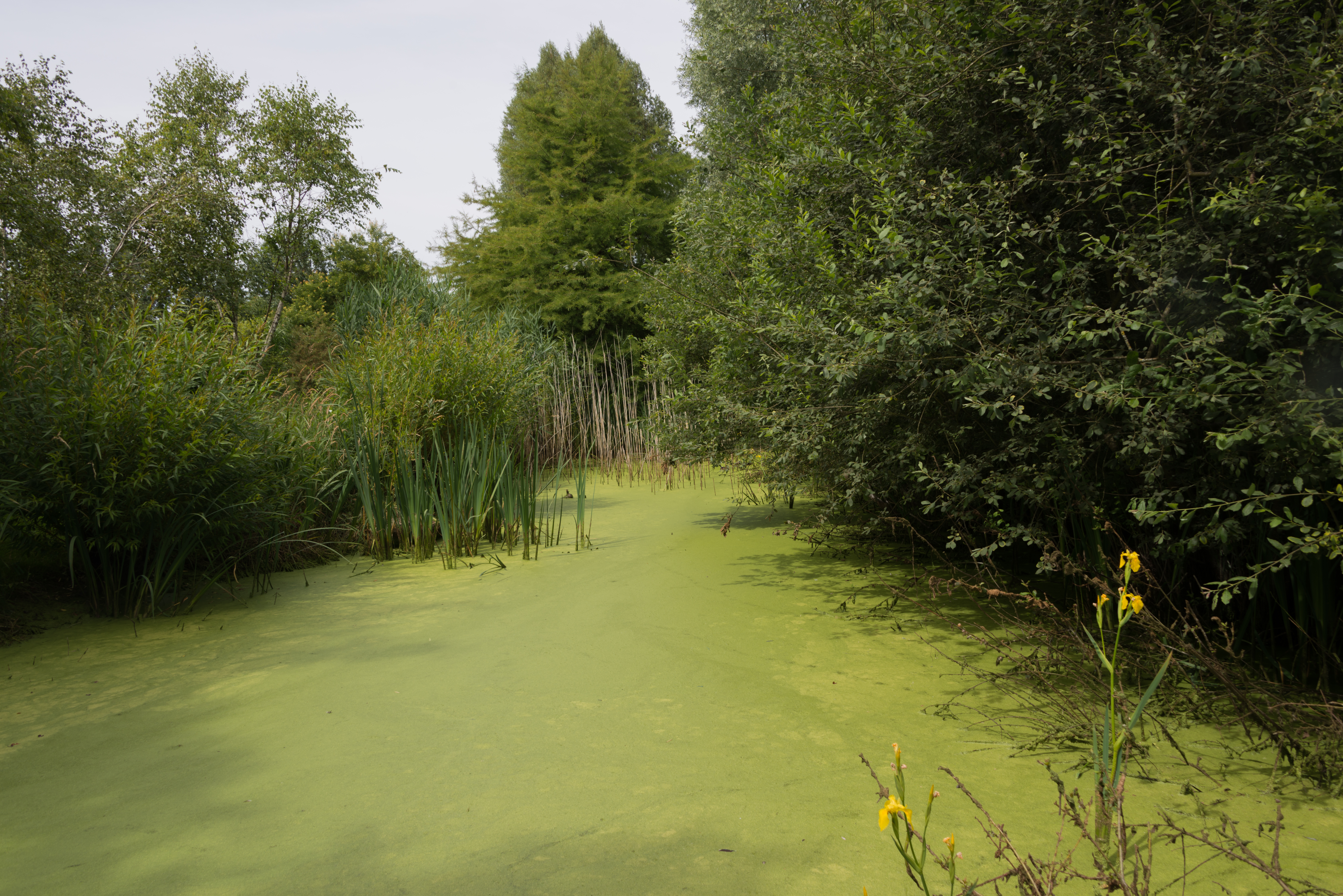
La noue qui traverse le Jardin, couverte de lentilles d'eau